# 브라티슬라바-페트르잘카역

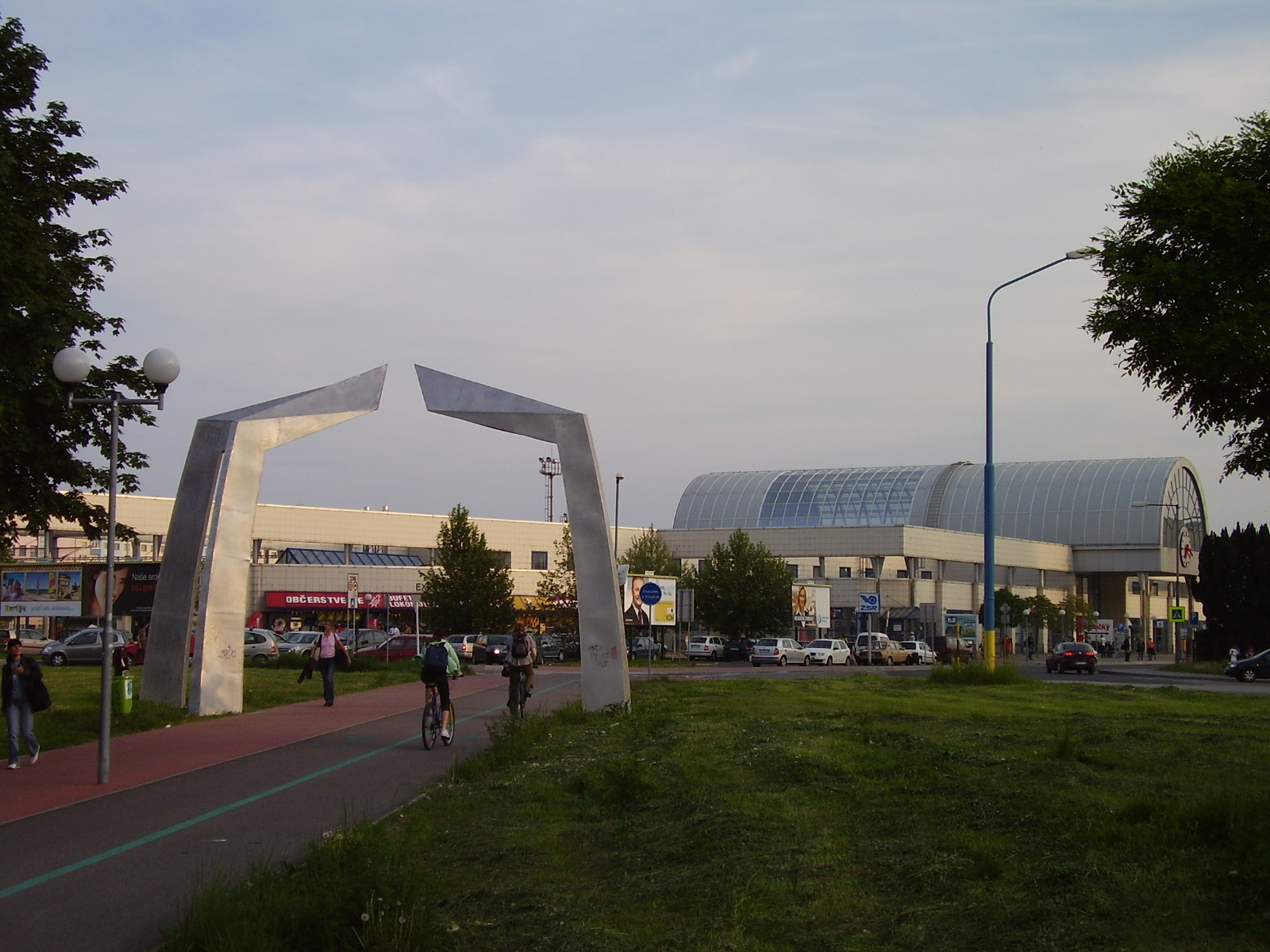
브라티슬라바-페트르잘카역

브라티슬라바-페트르잘카역(슬로바키아어: Železničná stanica Bratislava-Petržalka)은 슬로바키아 브라티슬라바 페트르잘카에 있는 철도역이다. 1897년에 지어졌다. 이 역은 1990년대에 운행하여 1945년에 운행이 중단된 후 1999년에 재개된 오스트리아 빈을 오가는 국제선 열차의 종착역으로 재건되었다. 역과 빈 중앙역을 오가는 열차는 약 1시간에 한 번씩 운행된다.